# Rösrath
Rösrath – miasto w Niemczech, w kraju związkowym Nadrenia Północna-Westfalia, w rejencji Kolonia, w powiecie Rheinisch-Bergischer Kreis.
Prawa miejskie od 1 stycznia 2001 roku. Herb miasta przedstawia bramę wjazdową do zamku Eulenbroich (Schloss Eulenbroich) i w założeniu ma symbolizować miasto Rösrath, jako bramę do regionu Bergisches Land.

## Geografia
Miasto leży w zachodniej części Niemiec, w pobliżu takich miast jak: Kolonia, Leverkusen i Bergisch Gladbach. Przez miasto przepływa rzeka Sülz, dopływ Agger.

## Demografia
| Rok  | Mieszkańcy |
| ---- | ---------- |
| 1939 | 6 194      |
| 1950 | 11 154     |
| 1961 | 14 980     |
| 1970 | 18 886     |
| 1980 | 21 340     |
| 1990 | 22 849     |
| 2000 | 26 330     |
| 2007 | 27 130     |

## Współpraca
Miejscowości partnerskie:
- Chavenay, Francja od 1998
- Crespières, Francja od 1998
- Feucherolles, Francja od 1998
- Saint-Nom-la-Bretèche, Francja od 1998
- Veurne, Belgia od 1974

## Galeria

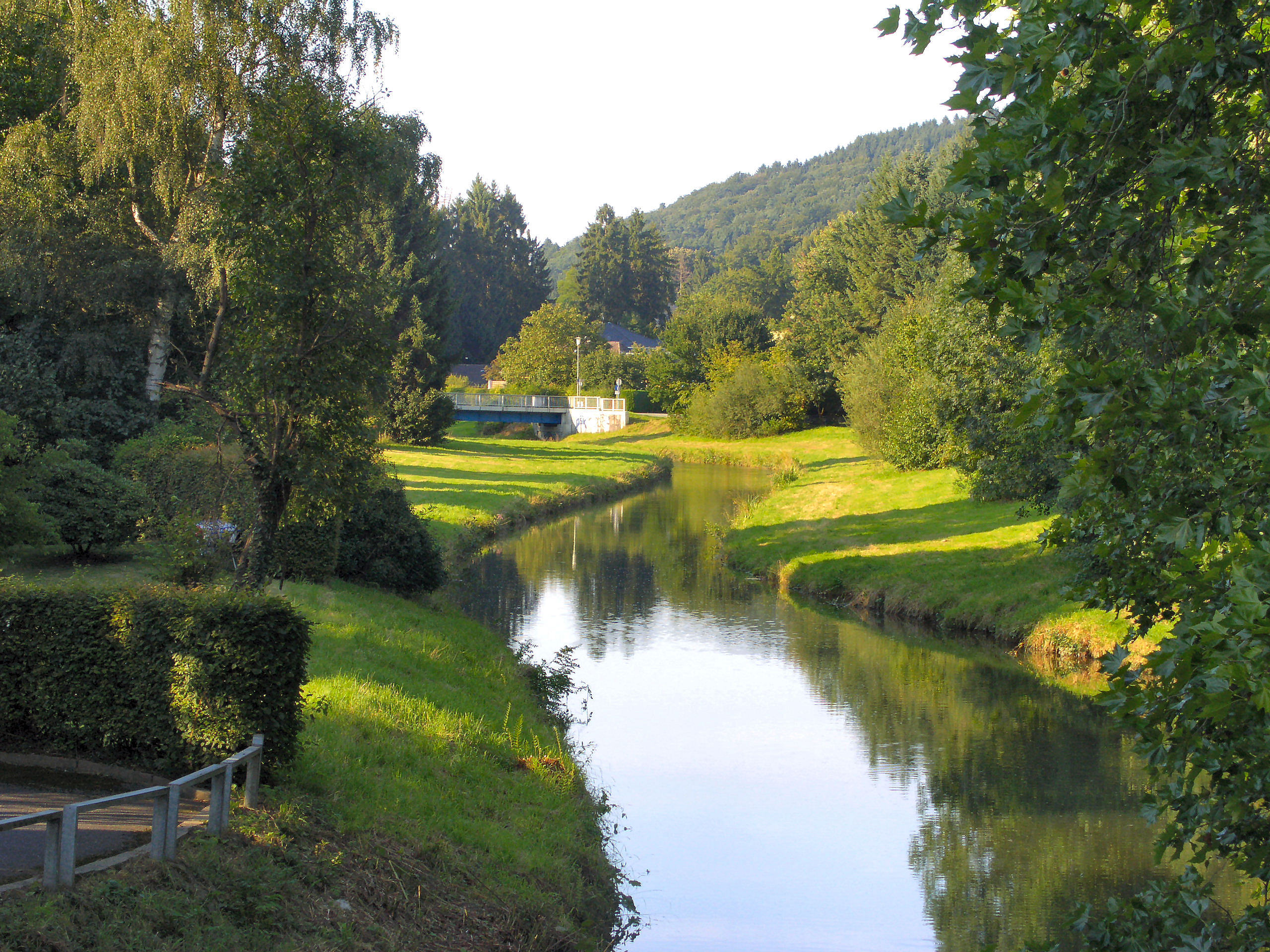
Rzeka Sülz w najstarszej części miasta Hoffnungsthal
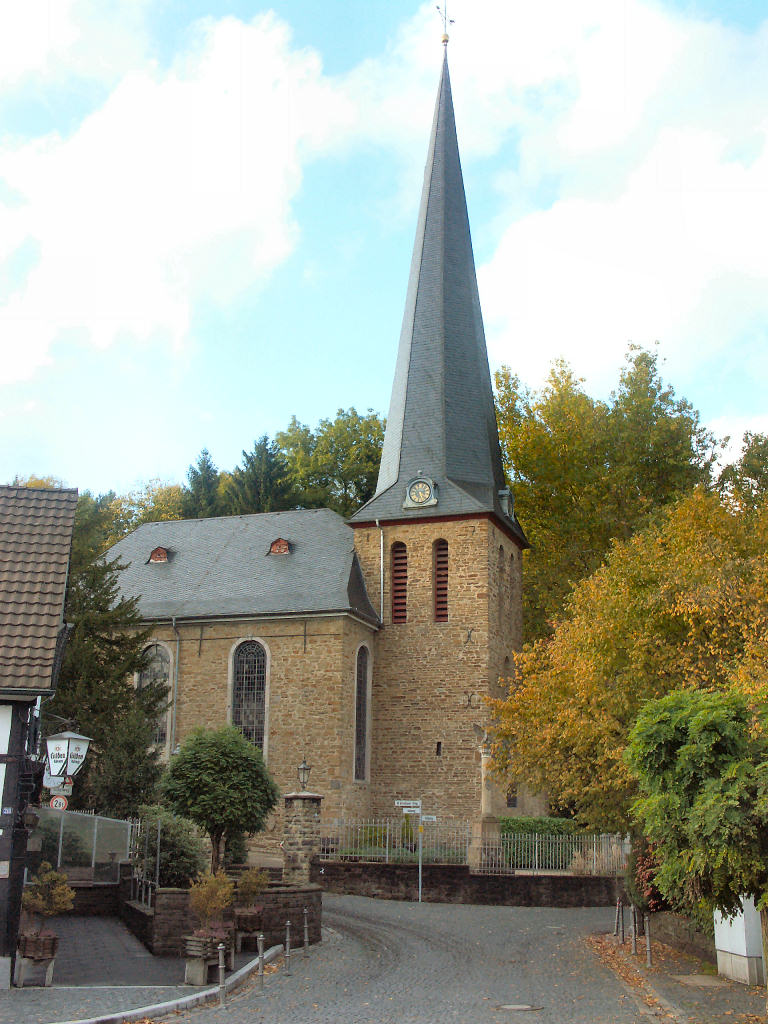
Kościół ewangelicki Volberg w dzielnicy Hoffnungsthal
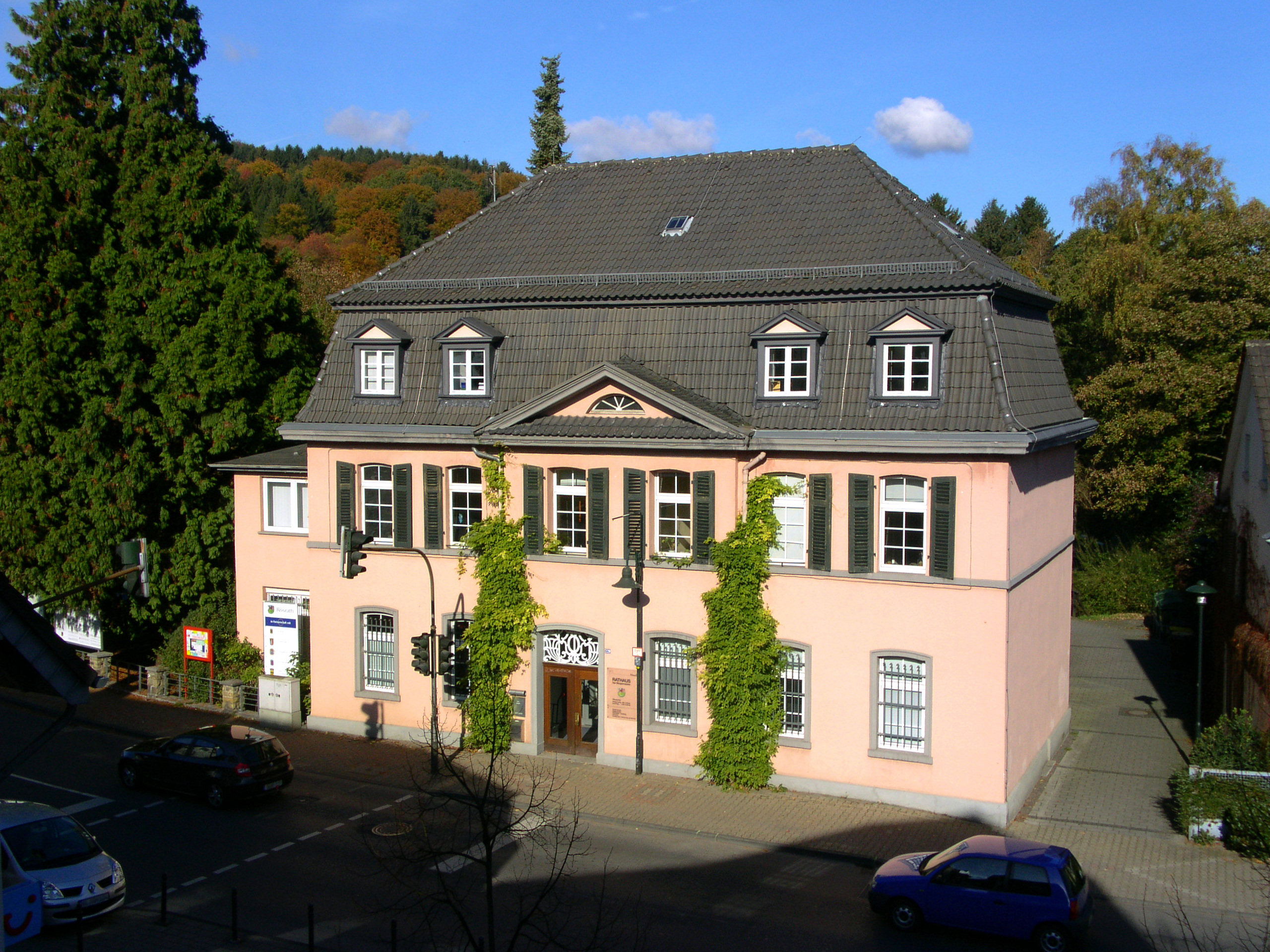
Ratusz w Hoffnungsthal
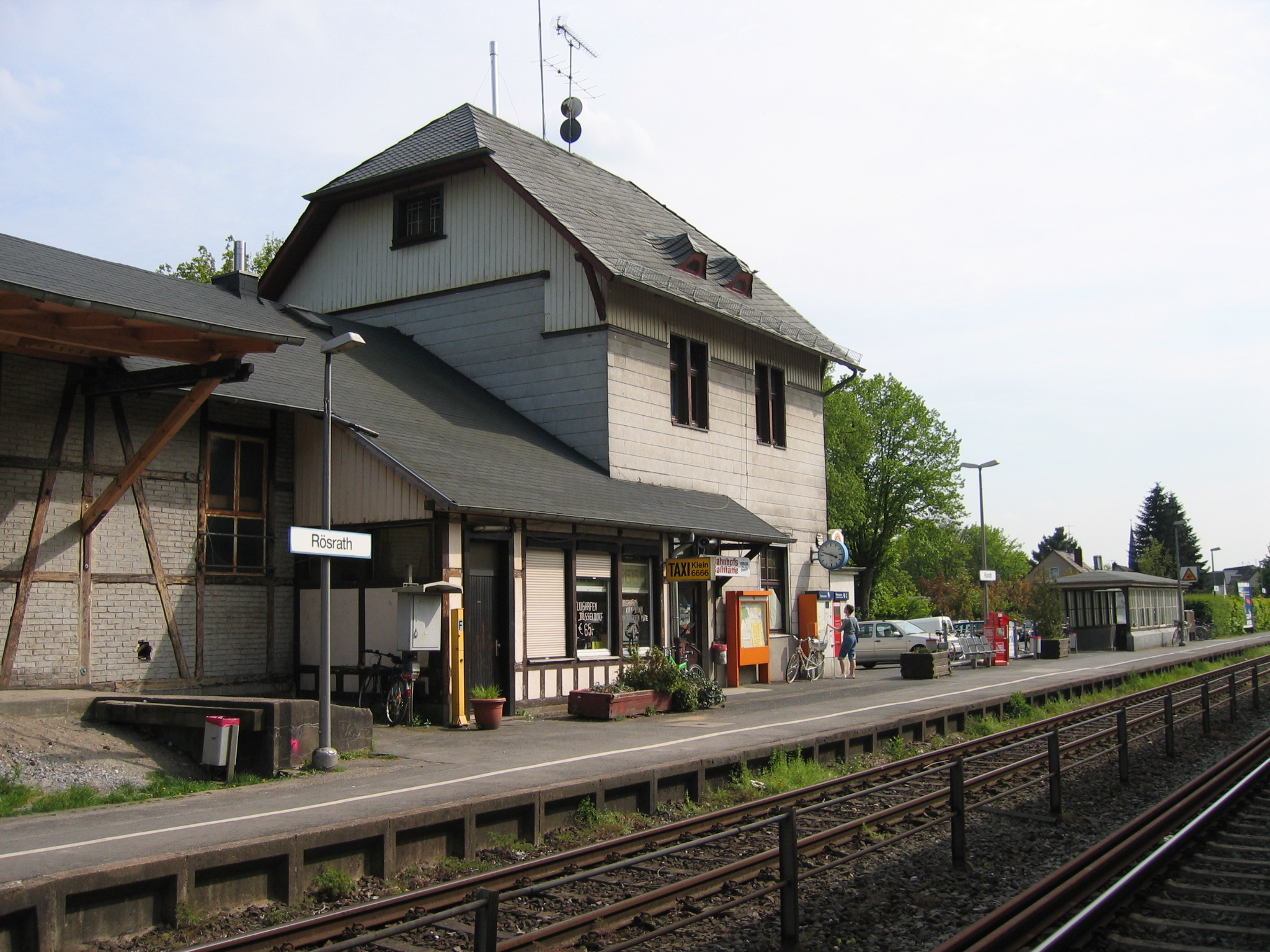
Dworzec kolejowy w Rösrath